# Serpentine

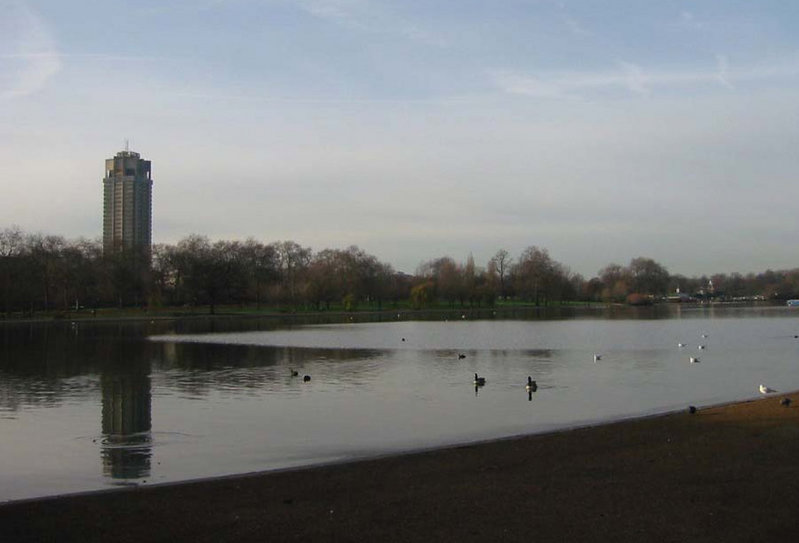
Serpentine, sedd från den östliga sidan.

Serpentine är en sjö i parkerna Kensington Gardens och Hyde Park i London. Den bildades 1730 då drottning Caroline, Georg II:s maka, beordrade fördämning av floden Westburne i Hyde Park. Vid denna tid bildade Westbourne elva naturliga dammar i parken.

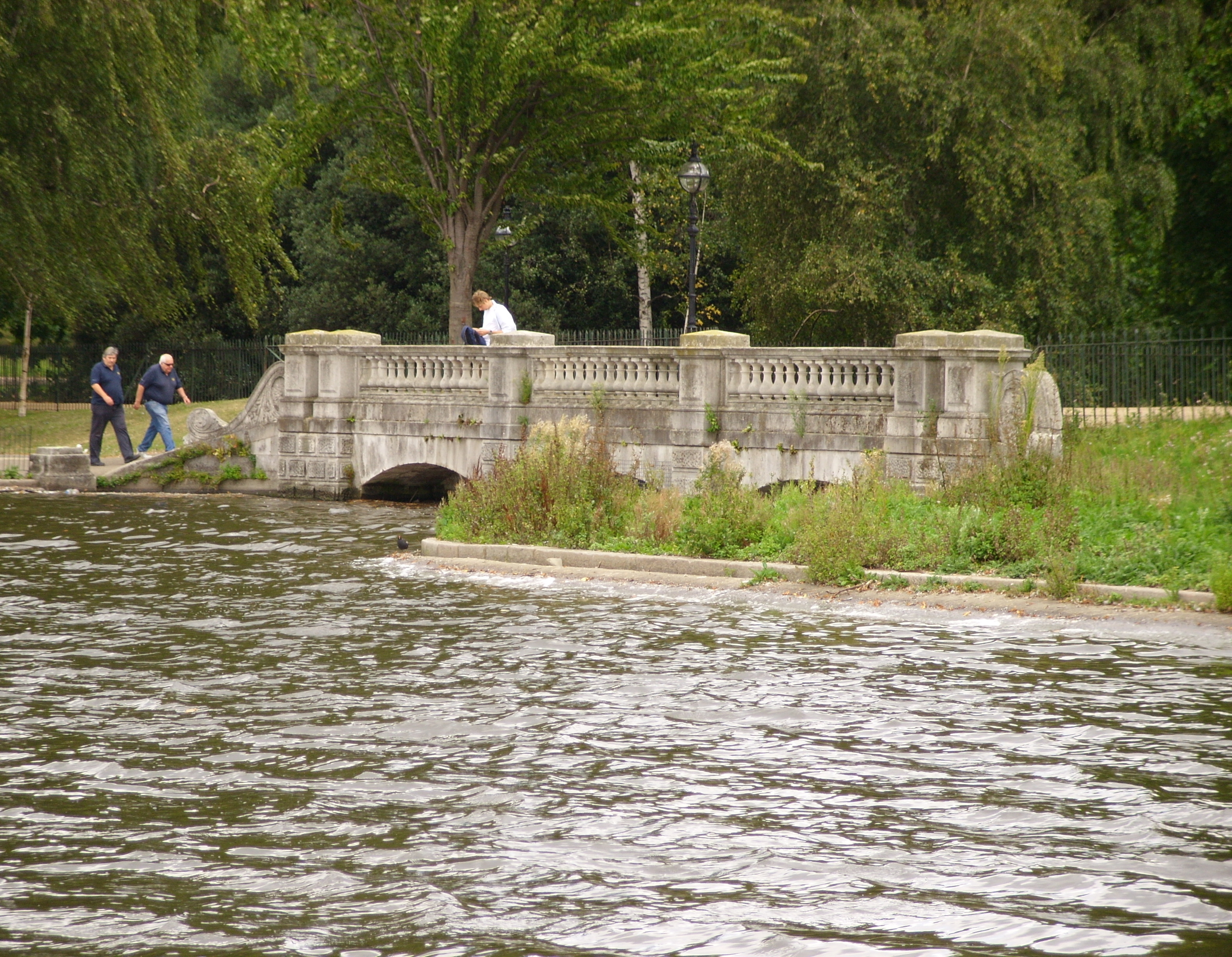
Fördämningen och slussen i östra delen av Serpentine

Serpentine har fått sitt namn från sin slingrande form. En central bro, som utgör gränsen mellan de två kungliga parkerna delar sjön i två delar. Den norra delen, ofta kallad The Long Water är en fristad för djurliv, som änder, gäss och svanar. En Peter Pan-staty står vid stranden. Den norra delen är öppnare och livligare, det finns två restauranger vid vattnet och olika fritidsattraktioner.
En 20 meter hög skapelse av konstnären Christo kommer att placeras i sjön under sommaren 2018, i samband med en utställning på Serpentine Gallery.

## Historia

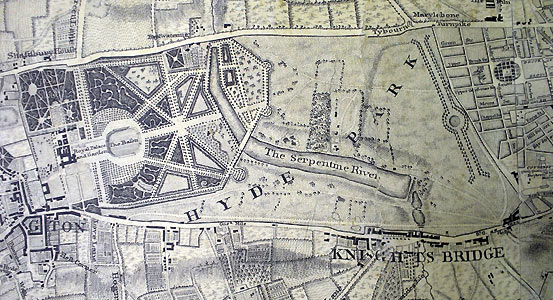
Serpentine på en karta från 1746.

När Hyde Park och Kensington Gardens byggdes om på 1730-talet modifierades de ursprungliga dammarna till en stor sjö. I mitten av Kensington Gardens grävdes också en stor damm ut, The Round Pond, som centrum för stigarna i parken. På den tiden var konstgjorda sjöar vanligen långa och raka, så Serpentine blev en av de första med en naturlig form.
Serpentine var en central del av 
Londonutställningen år 
1851 då Kristallpalatset byggdes söder om sjön. Området runt Serpentine användes också i samband med firandet av drottning Elizabeth IIs 25 år på tronen  år 1977, 
och vid de olympiska spelen i London år 2012.

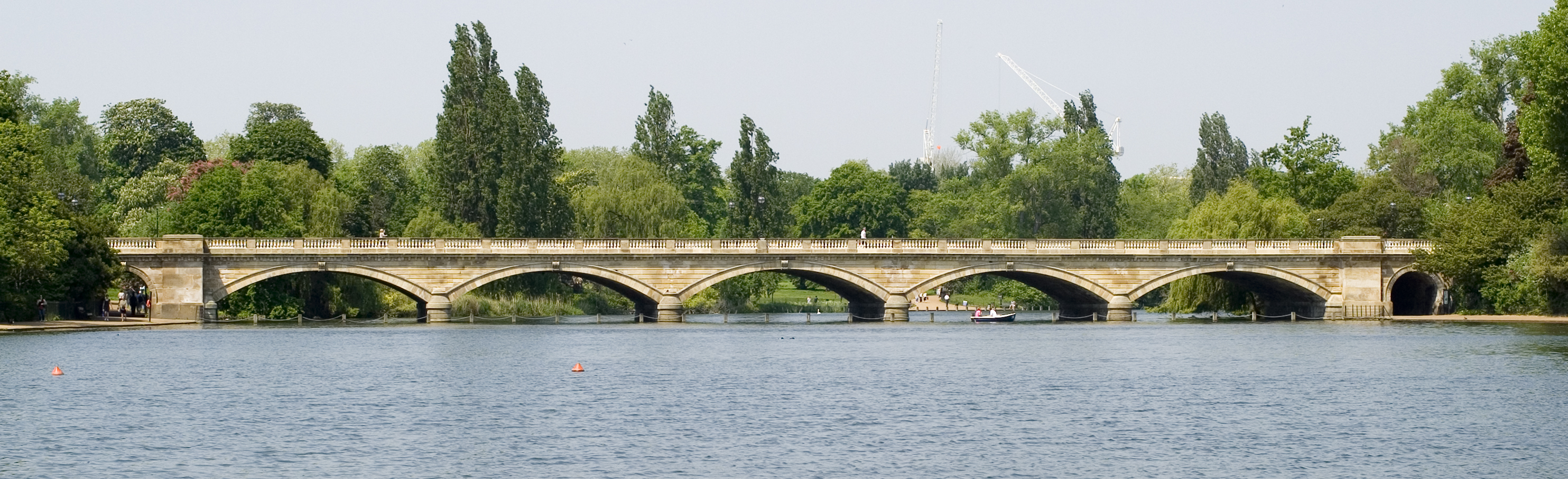
Serpentine Bridge

På 1820-talet byggdes parken om av  Decimus Burton och bron  Serpentine Bridge byggdes.
Inflödet till Serpentine från floden Westbourne stoppades år  1834 på grund av föroreningar så vatten måste pumpas dit från nedre delen av Themsen. Nuförtiden försörjs sjön med vatten från tre borrhål.
År 2011 restaurerades Serpentine på grund av den dåliga vattenkvaliteten.

## Användning
Det finns en badplats kallad Lansbury's Lido öster om bron. Den är vanligtvis öppen sommartid, men det är tradition att på nyårsdagen dyka i sjöns iskalla vatten. Serpentine användes för simetappen av triathlontävlingen under Olympiska spelen i London 2012.
Det finns möjligheter att hyra roddbåtar. 2002 genomfördes det första, och hittills enda, världsmästerskapet i sprintrodd på Serpentine som ett försök lyfta fram rodd i stadskärnan och lag från flera länder deltog.
Serpentine Road, som går längs sjön och inte är öppen för motortrafik, är en uppskattad plats för Londons inlineåkare; och det finns många andra möjligheter att utöva idrott i närheten.

## Bilder

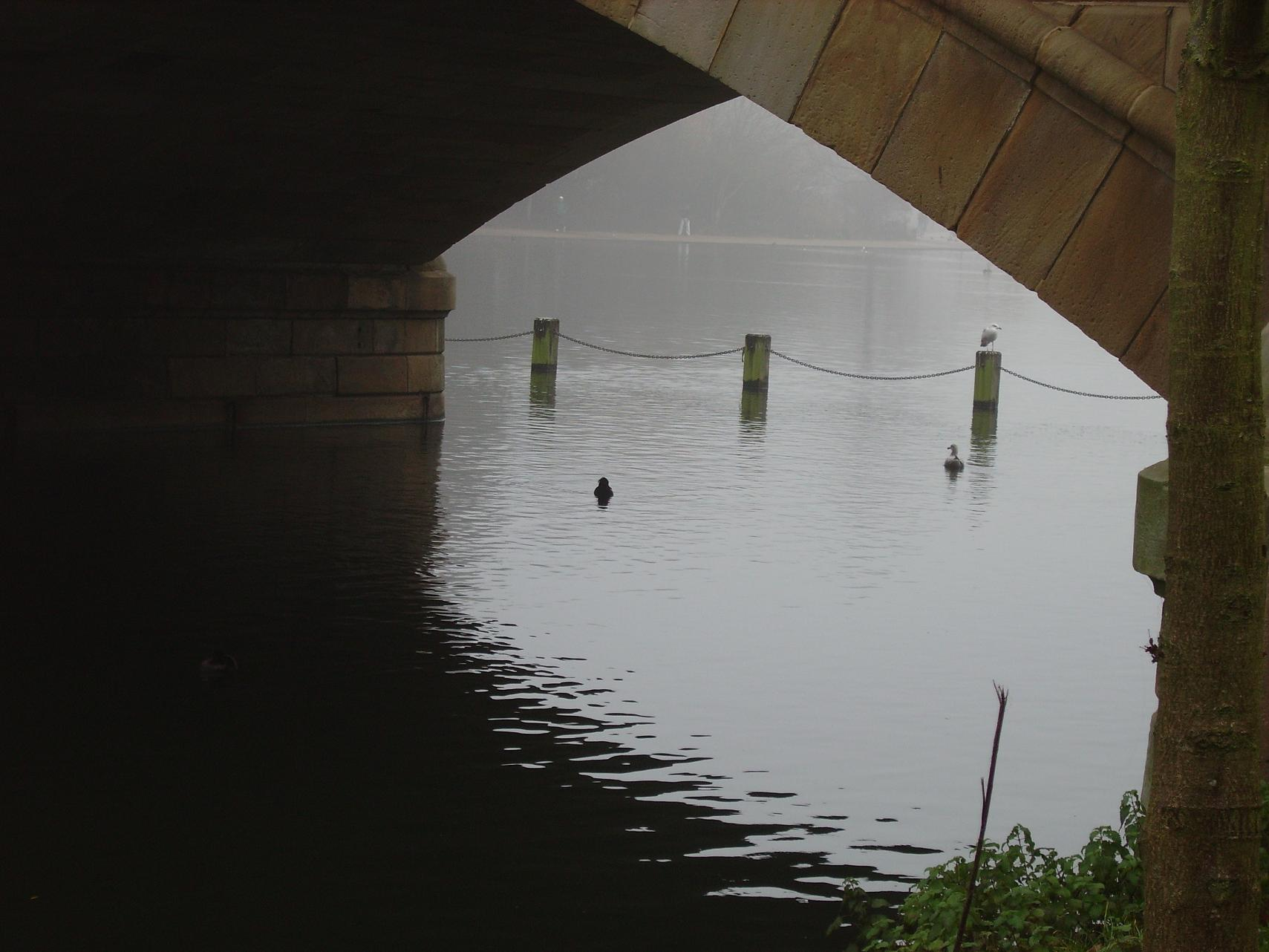
Under Serpentine Bridge
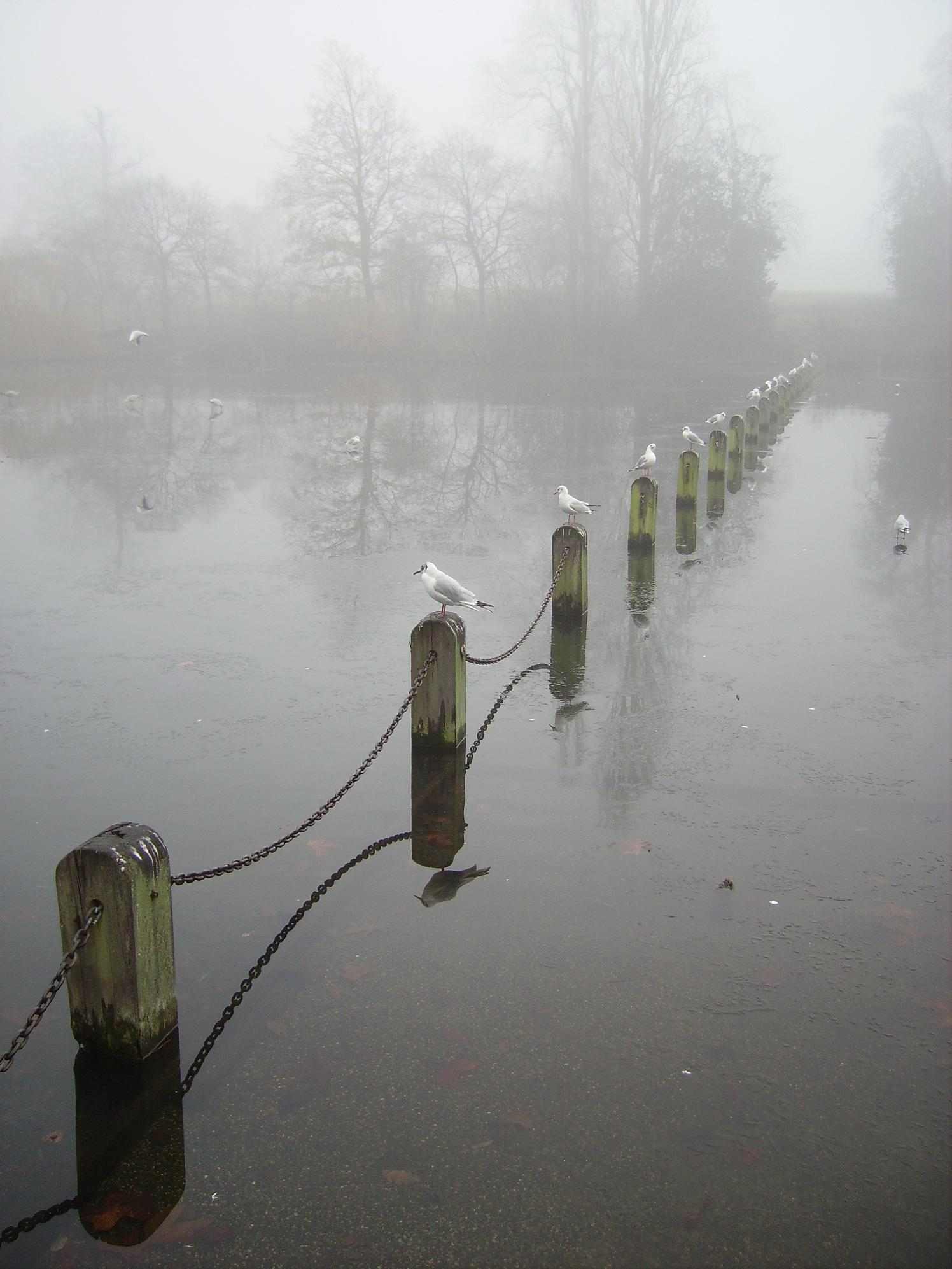
Slutet av Serpentine, Long Water